# Anne Godard
Pour les articles homonymes, voir Godard.
Anne Godard, née le 23 décembre 1971 à Paris, est une universitaire et écrivaine française.

## Biographie
Anne Godard est la fille d'un père libraire et la petite-fille de l'éditeur Paul Hartmann. Après un CAPES et une agrégation de lettres modernes obtenue en 1995, Anne Godard soutient en 2000 sa thèse (sous la direction d'Yves Hersant) sur le thème de « La Renaissance dialogique. Imitation et dialogisme dans les dialogues de la Renaissance ». En 2002, elle devient maitresse de conférence en « Langue et littérature françaises » à l'université Sorbonne-Nouvelle où elle enseigne dans le département de français langue étrangère . Ses travaux portent sur la lecture subjective, l'écriture créative et le plurilinguisme littéraire. Elle anime depuis 2017 un carnet de recherches en ligne « écriture et plurilinguisme » consacré au regard des écrivain.e.s plurilingues / translingues sur leur(s) langue(s) d'écriture.
Son premier roman, L'Inconsolable, est publié par Les Éditions de Minuit et obtient le grand prix RTL-Lire en 2006. Tout en continuant de travailler à Paris, elle quitte alors la capitale en 2007 pour vivre en Sologne puis, entre 2013 et 2018, à Tours.
Plus de dix ans après la sortie de son premier roman – Anne Godard explique passer par des phases de nécessité et d'impossibilité d'écriture, – paraît son second roman, Une chance folle, dont la « genèse très longue » a été liée à la difficulté de « trouver une voix, finalement simple, puisqu'il s'agit de laisser parler la jeune fille, », Magda, personnage central de l'œuvre.

## Œuvre littéraire
- 1997 : Faux Dialogue (avec opinel) (nouvelle) dans La Nouvelle Revue française no 532
- 1998 : Magdala (nouvelle) dans La Nouvelle Revue française no 541
- 2006 : L'Inconsolable (roman), Les Éditions de Minuit  (ISBN 9782707319401) – grand prix RTL-Lire
- 2017 : Une chance folle (roman), Les Éditions de Minuit  (ISBN 9782707343673)